# 구로다 가쓰히로
구로다 가쓰히로(일본어: 黒田 勝弘, 1941년 10월 25일 ~ )는 일본의 언론인이다.
가고시마현 출신으로 교토 대학 경제학부를 졸업하고 산케이 신문에 입사하였으며, 1989년 서울지국장으로 임명되어 20여년간 대한민국에서 활동하고 있다. 연세대학교의 한국어학당에서 1년간 한국어를 공부하였다. 2003년에 서강대학교 겸임교수로 일하면서 '일본 문화의 이해'라는 강의를 하였으나, 2005년 4월 취업비자를 취득하지 않은 채로 강의한 사실이 적발되어 출입국관리법 위반으로 벌금형을 받았다. 그는 일본의 혐한류 분위기를 긍정적으로 보고 있다.
독도 문제와 관련하여 문화방송 《100분 토론》에 출연하기도 하였다.
현재 산케이신문 객원논설위원, 서울 주재 특별기자로 활동하고 있다.

## 저서
- 한국어판
  - 《구로다 기자가 한국을 먹는다》 2001년 월간조선사 (ISBN 89-89599-17-2)
  - 《좋은 한국인 나쁜 한국인》 1994년 고려원
  - 《판문점의 벽은 무너질까》 1990년 청계연구소출판국
  - 《한국인은 한국인이다》 1986년 정음사
  - 《한국인 당신은 누구인가》 1983년 모음사
- 일본어 판
  - 《한국인의 발상》
  - 《서울발, 이것이 한국이다》
  - 《조선반도의 세기말》
  - 《서울이 평양이 된다》
  - 《한국 反日증후군》
  - 《나의 서울 백서》
  - 《조선반도 21세기의 심층》
  - 《조선반도 다섯 가지 수수께끼》

## 논문
- 《일본의 '군국주의화' 우려는 무지에서 온다》 (한국논단 (Monthly Korea Forum) 1992)
- 《공보다 사가 중요시되는 사회-경제를 통해 본 한국인》(통일한국 3월호(통권제99호), 1992. 3-)]
- 《'일본은 없다'는 전여옥과 '좋은 한국인' : '추한 한국인' 은 일본의 과거가 뭐그리 중요하냐?》(한국논단 (Monthly Korea Forum) 1995)
- 《평양에 함께 가는 서울의 반미 감정》(한국논단 (Monthly Korea Forum) 1997)
- 《마인드 컨트럴》(한국논단 (Monthly Korea Forum) 1999)
- 《북한 비판하는 조선일보 영향력 약화가 목표》(한국논단 (Monthly Korea Forum) 2001)
- 《한국은 금후 일본 매스컴을 어떻게 받아들일 것인가-개방과 다양화의 시대에-》(일본문화연구 제4집, 2001. 4)]

## 수상
- 2005년 4월 20일 일본기자 클럽상을 수상했다.

## 방송 출연
- 2005년 3월 17일 MBC〈100분 토론〉에 출연하여 손석희 아나운서와 독도 문제와 역사문제에 대해서 공방을 벌였다.
- 2006년 7월 12일 MBC 라디오〈손석희의 시선집중〉에서 일본의 북한 선제공격론에 대해 설전을 벌였다.

## 논란
산케이 서울지국에서 근무하며  2009년 일본의 독도 영유권 주장에 한국민이 분노하자, 당시 서울지국장 자격으로 “억지를 부리지 마라”고 주장하였다. 이후 서울지국 특별기자 자격으로 “이제 한국을 대표하는 이미지는 위안부”라고 비꼬는 기사를 썼다.

## 같이 보기
- 사쿠라이 마코토
- 모모세 다다시
- 미즈노 슌페이
- 이케하라 마모루
- 후루타 히로시(일본어판)
- 도요타 아리쓰네(일본어판)
- 오선화
- 다쿠쇼쿠 대학
- 일본의 우익 단체
- 일본회의
- 일본재단
- 후지산케이 그룹
- 미시마 유키오
  - 일수회